# Montjoie-en-Couserans
Montjoie-en-Couserans település Franciaországban, Ariège megyében. Lakosainak száma 1001 fő (2022. január 1.). Montjoie-en-Couserans Contrazy, Encourtiech, Gajan, Lescure, Montardit, Montesquieu-Avantès, Rivèrenert, Saint-Girons és Saint-Lizier községekkel határos.

## Népesség
A település népességének változása:
| Lakosok száma | 801  | 857  | 926  | 1032 | 1063 | 1082 | 1082 | 1034 | 1010 | 1001 |
|               | 1968 | 1982 | 1990 | 2006 | 2013 | 2015 | 2017 | 2019 | 2020 | 2022 |